# Dylan Cozens
Dylan Cozens (* 9. Februar 2001 in Whitehorse, Yukon) ist ein kanadischer Eishockeyspieler, der seit März 2025 bei den Ottawa Senators in der National Hockey League (NHL) unter Vertrag steht. Zuvor verbrachte der Center knapp fünf Jahre in der Organisation der Buffalo Sabres, die ihn im NHL Entry Draft 2019 an siebter Position ausgewählt hatten.

## Karriere
Dylan Cozens wurde in Whitehorse geboren und spielte dort in seiner Jugend unter anderem für die „Whitehorse Mustangs“. Mit Beginn der Saison 2015/16 lief er für Nachwuchsteams in British Columbia auf, darunter die Delta Hockey Academy, die Yale Hockey Academy sowie die „Cariboo Cougars“. In der Spielzeit 2016/17 kam der Angreifer erstmals für die Lethbridge Hurricanes in der Western Hockey League (WHL) zum Einsatz, der ranghöchsten Juniorenliga der Region, und etablierte sich dort ab der Saison 2017/18. In dieser verzeichnete er 53 Scorerpunkte in 57 Spielen und wurde daher als bester Rookie der Liga mit der Jim Piggott Memorial Trophy geehrt. Im Folgejahr steigerte er diese Statistik deutlich auf 84 Punkte aus 68 Partien, sodass er als eines der vielversprechendsten Talente gehandelt wurde und daher am CHL Top Prospects Game teilnahm. Im anschließenden NHL Entry Draft 2019 wurde der Kanadier in der Folge an siebter Position von den Buffalo Sabres berücksichtigt, die ihn wenig später im Juli 2019 mit einem Einstiegsvertrag ausstatteten. Vorerst kehrte der Center jedoch für eine weitere Spielzeit zu den Hurricanes zurück, bei denen er das Amt des Mannschaftskapitäns übernahm. Nach 85 Punkten in 51 Partien der verkürzten Saison 2019/20 platzierte er sich unter den zehn besten Scorern der Liga, sodass man ihn ins WHL East First All-Star Team wählte.
Im Rahmen der Vorbereitung auf die Saison 2020/21 erspielte sich Cozens einen Platz im NHL-Aufgebot der Sabres und debütierte somit im Januar 2021 in der National Hockey League (NHL). Seine erste komplette NHL-Spielzeit 2021/22 beendete er mit 38 Punkten aus 79 Partien. Anschließend unterzeichnete er im Februar 2023 einen neuen Siebenjahresvertrag in Buffalo, der ihm mit Beginn der Saison 2023/24 ein durchschnittliches Jahresgehalt von 7,1 Millionen US-Dollar einbringen soll.
Im März 2025 allerdings wurde Cozens nach knapp fünf Jahren in Buffalo samt Dennis Gilbert und einem Zweitrunden-Wahlrecht im NHL Entry Draft 2026 an die Ottawa Senators abgegeben. Im Gegenzug erhielten die Sabres Jacob Bernard-Docker und Josh Norris.

### International
Auf internationaler Ebene sammelte Cozens bei der World U-17 Hockey Challenge 2017 erste Erfahrungen und errang dort mit dem Team Canada Red die Silbermedaille. Im U18-Bereich folgte eine Goldmedaille beim Hlinka Gretzky Cup 2018 sowie ein vierter Platz bei der U18-Weltmeisterschaft 2019. Anschließend nahm der Angreifer mit der kanadischen U20-Nationalmannschaft an der U20-Weltmeisterschaft 2020 teil und gewann dabei mit ihr die Goldmedaille. Die Titelverteidigung im Folgejahr scheiterte durch eine 0:2-Niederlage im Endspiel gegen die Vereinigten Staaten, sodass die kanadische U20-Auswahl die Silbermedaille erhielt. Cozens selbst führte das Team dabei als Kapitän an und platzierte sich mit 16 Punkten hinter dem US-Amerikaner Trevor Zegras (18) auf Rang zwei der Scorerliste, während seine acht erzielten Treffer den Bestwert darstellten, sodass er auch im All-Star-Team des Turniers Berücksichtigung fand.
Sein Debüt für die A-Nationalmannschaft seines Heimatlandes gab Cozens in der Folge im Rahmen der Weltmeisterschaft 2022, wo er mit dem Team die Silbermedaille gewann und zusammen mit seinem Teamkollegen Pierre-Luc Dubois sowie dem Tschechen David Pastrňák die Torschützenliste anführte. Zwei Jahre später wurde der Stürmer erneut bester Torschütze – diesmal allerdings alleinig führend – und wurde ins All-Star-Team berufen.

## Erfolge und Auszeichnungen
- 2018 Jim Piggott Memorial Trophy
- 2019 Teilnahme am CHL Top Prospects Game
- 2020 WHL East First All-Star Team

### International
| - 2017 Silbermedaille bei der World U-17 Hockey Challenge - 2018 Goldmedaille beim Hlinka Gretzky Cup - 2020 Goldmedaille bei der U20-Weltmeisterschaft - 2021 Silbermedaille bei der U20-Weltmeisterschaft - 2021 Bester Torschütze der U20-Weltmeisterschaft | - 2021 All-Star-Team der U20-Weltmeisterschaft - 2022 Silbermedaille bei der Weltmeisterschaft - 2022 Bester Torschütze der Weltmeisterschaft (gemeinsam mit Pierre-Luc Dubois und David Pastrňák) - 2024 Bester Torschütze der Weltmeisterschaft - 2024 All-Star-Team der Weltmeisterschaft |

## Karrierestatistik
Stand: Ende der Saison 2024/25

### International
Vertrat Kanada bei:
| - World U-17 Hockey Challenge 2017 - Hlinka Gretzky Cup 2018 - U18-Weltmeisterschaft 2019 - U20-Weltmeisterschaft 2020 | - U20-Weltmeisterschaft 2021 - Weltmeisterschaft 2022 - Weltmeisterschaft 2024 |

(Legende zur Spielerstatistik: Sp oder GP = absolvierte Spiele; T oder G = erzielte Tore; V oder A = erzielte Assists; Pkt oder Pts = erzielte Scorerpunkte; SM oder PIM = erhaltene Strafminuten; +/− = Plus/Minus-Bilanz; PP = erzielte Überzahltore; SH = erzielte Unterzahltore; GW = erzielte Siegtore; 1 Play-downs/Relegation; Kursiv: Statistik nicht vollständig)

## Persönliches
Cozens ist erst der dritte Spieler aus dem Yukon-Territorium, dem der Sprung in die NHL gelang, und zugleich der erste, der sich dort etablieren konnte. Vor ihm bestritten Bryon Baltimore und Peter Sturgeon jeweils eine Handvoll Partien in den Jahren 1979 und 1980.